# Nôkan

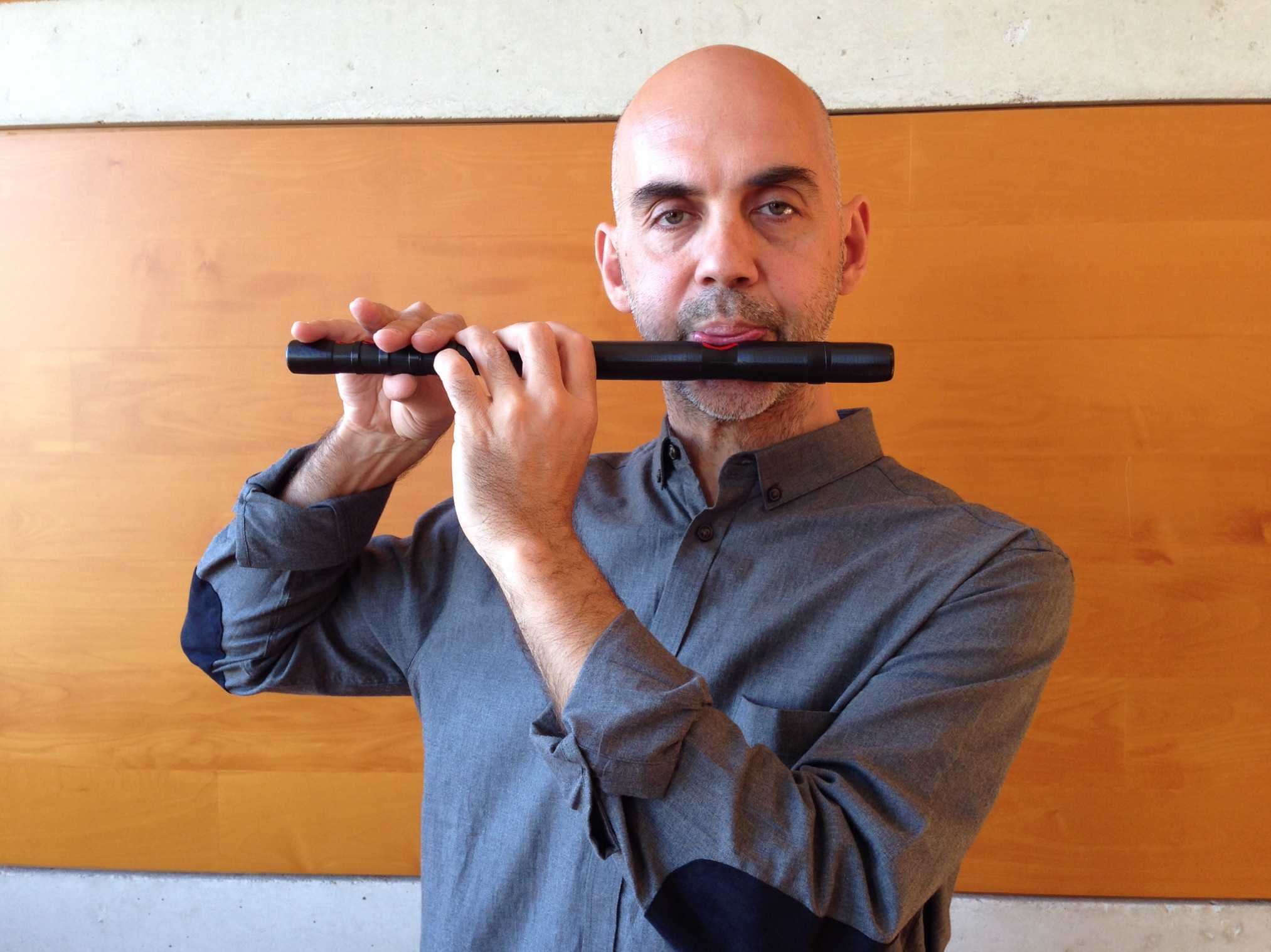
Posició per a tocar el nôkan.

El nôkan (能管) és una flauta travessera japonesa de bambú, de so agut. Sovint és usada en les representacions de teatre imperial Noh i Kabuki. La flauta nôkan va ser creada per Kan'ami i el seu fill Zeami al segle xv, mentre anaven canviant les formes del teatre Noh Dengaku i Sarugaku. La tesitura del nôkan és de dues octaves. Cada flauta és feta individualment entre el constructor i l'intèrpret, la freqüència varia d'una a altra.

## Construcció
El nôkan o fue'  ("flauta") es fa dividint tires còniques de bambú fumat (susudake) o de bambú cremat (yakidake), enganxades entre si per a formar així un tub cònic que s'estreny. La tècnica del fumat evapora l'oli del bambú i així s'aconsegueix que aquest es preservi durant tres o quatre segles. El bambú fumat generalment s'obté de camps antics on el fum que prové de la terra ha tractat la planta. A més a més de ser fumat, el bambú ha de ser "femella" (me dake). Aquest terme s'usa per a descriure el bambú que té una llargada més gran entre els nusos i que té un interior cilíndric. Això contrasta amb el bambú "mascle" (o dake) que té una llargada més curta entre els nusos i no és tan cilíndric. El bambú o dake és el que s'usa per a la construcció de la flauta vertical, el shakuhachi. La manera més antiga de construir un nôkan és fer-lo amb sis seccions. Primer es preparen tires del bambú tractat (sovint vuit) i s'inverteixen perquè la part de fora quedi a dins, ja que és una part important de l'acústica. S'usa cola per a ajuntar aquestes tires. Després es fan els forats dels dits i de l'embocadura segons un patró que és propi de cada constructor. La següent passa és introduir dins la flauta entre l'embocadura i el primer orifici dels dits, un petit tub anomenat nodo ("gola") que procura un so més perfecte, que serà lacat amb laca vermella igual que el contorn de l'embocadora i els orificis de la digitació. Entre l'embocadura i el cap de la flauta, s'incorpora una peça de plom revestida de paper de cera que permet un millor equilibri en el moment de tocar l'instrument.
Cada nôkan té un so diferent, així que una mateixa digitació no té per què donar un mateix resultat sonor interpretat amb diferents flautes. Aquesta flauta, pensada per a ser tocada en zones exteriors, comprèn una tessitura d'aproximadament dues octaves.